# What You Don't Know
What You Don't Know е поп балада, написана от Мариас Линдблом, Били Ман и Андерс Волбек за германското поп трио Монроуз. Песента е част от втория студиен албум на групата Strictly Physical. Съпродуценти на песента са тимовете Жиант и Сноуфлейкърс, като се очаква тя да бъде издадена като третия сингъл от албума на 7 декември 2007 година. Видеото към песента е заснето на 13 ноември 2007 в Хамбург, Германия.